# 月亭秀都
月亭 秀都（つきてい しゅうと、1990年6月1日 - ）は、兵庫県
姫路市出身の落語家。本名は半澤　拓也。吉本興業所属。上方落語協会会員。

## 来歴・人物
- 小、中学生は野球部に入り、東洋大姫路高等学校でも野球部に所属していた。秀都の芸名はシュートボールに由来し、「噺家ならひねりの利いたことを言えるように」「お客様の胸元をえぐることができるように」という思いが込められている[3]。
- 高校3年生の頃に落語を聴き始める。ラジオやCDで桂枝雀の噺を聴いて興味があり、関西大学で落語研究会に入る。3回生の時に独演会で月亭八天の落語にあこがれ、2014年に入門した[3]。